# Casimir Davaine

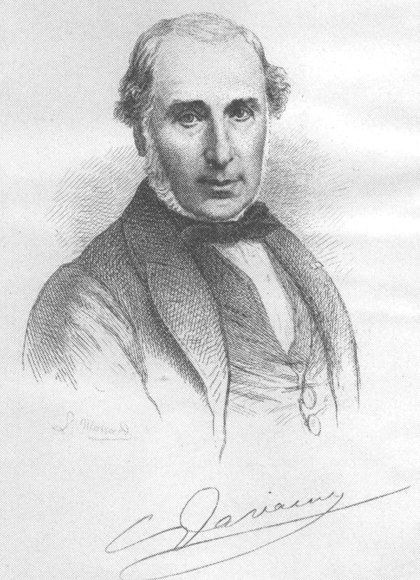

Casimir Joseph Davaine, född 19 mars 1812 i Saint-Amand-les-Eaux, departementet Nord, död 14 oktober 1882 i Garches, departementet Hauts-de-Seine, var en fransk läkare.
Davaine, som blev 1837 medicine doktor i Paris, ägnade sig sedan nästan uteslutande åt forskning, men innehade aldrig något offentligt ämbete. Hans främsta vetenskapliga gärning är hans studium av intestinalmaskarna, sammanfattad i Traité des entozoaires et des maladies vermineuses de l'homme et des animaux domestiques (1860), liksom hans banbrytande undersökning av mjältbrandsbakterien.